# Makarti
Makarti is een bestuurslaag in het regentschap Tulang Bawang Barat van de provincie Lampung, Indonesië. Makarti telt 4563 inwoners (volkstelling 2010).